# Problème de convergence
En mathématiques, et plus précisément dans la théorie analytique des fractions continues généralisées à coefficients complexes, le problème de convergence est la détermination de conditions sur les numérateurs partiels ai et les dénominateurs partiels bi qui soient suffisantes pour garantir la convergence de la fraction continue
{\displaystyle b_{0}+{\cfrac {a_{1}}{b_{1}+{\cfrac {a_{2}}{b_{2}+{\cfrac {a_{3}}{b_{3}+\ddots }}}}}}}, notée désormais dans cet article {\displaystyle b_{0}+{\frac {a_{1}\mid }{\mid b_{1}}}+{\frac {a_{2}\mid }{\mid b_{2}}}+{\frac {a_{3}\mid }{\mid b_{3}}}+\cdots ,}
c'est-à-dire la convergence de la suite de ses réduites
{\displaystyle b_{0}+{\frac {a_{1}\mid }{\mid b_{1}}}+{\frac {a_{2}\mid }{\mid b_{2}}}+\ldots +{\frac {a_{n}\mid }{\mid b_{n}}}.}

## Résultats élémentaires

### Condition nécessaire et suffisante de convergence
Par définition, la fraction converge si et seulement si les Bn sont non nuls à partir d'un certain rang et la série de terme général
converge, où les An et Bn désignent les numérateurs et les dénominateurs des réduites, et l'égalité ci-dessus se déduit des formules sur les réduites. De plus, si les complexes an et bn sont des fonctions d'une variable z et si la convergence de la série est uniforme par rapport à z, il en est naturellement de même pour la convergence de la fraction continue.

### Théorèmes de Stern-Stolz et de Seidel-Stern
Si tous les numérateurs partiels an sont non nuls, on se ramène facilement par conversion au cas où ils sont égaux à 1. On dit alors que la fraction est régulière.
Pour une fraction régulière, on dispose de la majoration
{\displaystyle |B_{n}|\leq (1+|b_{1}|)\ldots (1+|b_{n}|).}
D'après le critère ci-dessus, une condition nécessaire pour que cette fraction converge est donc que le produit infini des (1 + |bn|) diverge ou, ce qui est équivalent, que la série des |bn| diverge : c'est le théorème de Stern-Stolz,,,,,.
Pour une fraction à coefficients complexes, cette condition nécessaire de convergence n'est pas suffisante : par exemple, la fraction de période 1
{\displaystyle {\frac {1\mid }{\mid {\rm {i}}}}+{\frac {1\mid }{\mid {\rm {i}}}}+{\frac {1\mid }{\mid {\rm {i}}}}+\cdots }
ne converge pas, bien que la série de terme général |i| = 1 soit grossièrement divergente.
Cependant, pour une fraction régulière dont tous les dénominateurs partiels bn sont des réels strictement positifs, cette condition nécessaire est également suffisante : c'est le théorème de Seidel-Stern,,,. En effet, dans ce cas, la série équivalente à la fraction est alternée et les formules de récurrence sur les Bn permettent de les minorer :
{\displaystyle B_{2n}\geq b_{1}(b_{2}+b_{4}+\ldots +b_{2n}){\text{ et }}B_{2n+1}\geq b_{1}+b_{3}+\ldots +b_{2n+1}.}

## Convergence conditionnelle et inconditionnelle
Contrairement à une série, une fraction
peut très bien être convergente sans que ses « fractions extraites »
le soient toutes. Par exemple :
donc
mais
Une fraction convergente est dite inconditionnellement convergente lorsque toutes ses « fractions extraites » convergent, et conditionnellement convergente sinon,. Désormais, sauf précision contraire, lorsqu'on parlera de convergence d'une fraction continue généralisée, il s'agira implicitement de la « bonne » notion : celle de convergence inconditionnelle qui, par définition, est héritée par les « fractions extraites ».
La convergence vers x d'une fraction est inconditionnelle si et seulement si aucune de ses réduites n'est égale à x,.

## Fractions continues périodiques
Une fraction continue périodique (dont un cas particulier est celle correspondant à un irrationnel quadratique) est une fraction continue dont les deux suites des numérateurs partiels et des dénominateurs partiels sont, à partir d'un certain rang, périodiques, et dont les numérateurs partiels sont non nuls. Pour les étudier, il suffit évidemment de se concentrer sur celles dites « purement périodiques » avec de plus b0 = 0, c'est-à-dire celles de la forme
{\displaystyle x={\frac {a_{1}\mid }{\mid b_{1}}}+{\frac {a_{2}\mid }{\mid b_{2}}}+\cdots +{\frac {a_{k}\mid }{\mid b_{k}}}+{\frac {a_{1}\mid }{\mid b_{1}}}+{\frac {a_{2}\mid }{\mid b_{2}}}+\cdots +{\frac {a_{k}\mid }{\mid b_{k}}}+\cdots .}
En appliquant la théorie des transformations de Möbius à
{\displaystyle s(w)={\frac {A_{k-1}w+A_{k}}{B_{k-1}w+B_{k}}}}
où Ak–1, Bk–1, Ak et Bk sont les numérateurs et les dénominateurs des réduites d'indices k – 1 et k de x, on montre que si x converge, elle converge vers un des points fixes de s(w). Plus précisément, soit r1 et r2 les racines de l'équation du second degré
{\displaystyle B_{k-1}w^{2}+(B_{k}-A_{k-1})w-A_{k}=0,}
qui sont les points fixes de s(w). Si Bk–1 n'est pas nul, x converge vers r1 si et seulement si
1. r1 = r2 ou
2. la réduite d'indice k – 1 est plus proche de r1 que de r2 et, si k ≥ 2, aucune des k – 1 réduites précédentes (d'indices 0, … , k – 2) n'est égale à r2.

Si Bk–1 est nul, tous les Bnk–1 s'annulent aussi, et la fraction continue ne converge pas. Lorsqu'aucune des deux conditions précédentes n'est remplie, la suite des réduites oscille sans converger,,.

### Cas particulier où la période est égale à 1
Si la période k vaut 1, c'est-à-dire si
{\displaystyle x={\frac {a\mid }{\mid b}}+{\frac {a\mid }{\mid b}}+{\frac {a\mid }{\mid b}}+\cdots }
(avec b non nul), alors A0/B0 = 0/1 = 0, A1/B1 = a/b et l'équation précédente devient : w2 + bw – a = 0, qui n'est autre que
{\displaystyle w={\frac {a}{b+w}}.}
D'après le résultat précédent, x converge vers r1 si et seulement si r1 = r2 ou |r1| < |r2|.
La condition pour que la fraction
{\displaystyle y:=b+x=b+{\frac {a\mid }{\mid b}}+{\frac {a\mid }{\mid b}}+{\frac {a\mid }{\mid b}}+\cdots }
converge est bien sûr la même, et sa limite est alors b + r1, c'est-à-dire cette fois (puisque r1 + r2 = – b) la racine de plus grand module de l'équation v2 – bv – a = 0, qui n'est autre que
{\displaystyle v=b+{\frac {a}{v}}.}
En posant z = a/b2, la convergence de x et y a donc lieu si et seulement si les deux racines carrées de 1 + 4z sont soit égales, soit non équidistantes de 1, c'est-à-dire si et seulement si z n'est pas un réel < −1/4.
En particulier, la fraction
{\displaystyle {\frac {1\mid }{\mid b}}+{\frac {1\mid }{\mid b}}+{\frac {1\mid }{\mid b}}+\cdots }
converge si et seulement si 1/b2 n'est pas un réel < −1/4, c'est-à-dire si le complexe b (supposé non nul) n'appartient pas à l'intervalle imaginaire pur ]−2i, 2i[.
La convergence était prévisible pour b réel positif, par le théorème de Seidel-Stern vu plus haut (et pour b de module supérieur ou égal à 2, par le critère de Śleszyński-Pringsheim ci-dessous).

## Critère de Śleszyński-Pringsheim
À la fin du dix-neuvième siècle, Ivan Śleszyński et Alfred Pringsheim montrèrent que si les numérateurs et dénominateurs partiels vérifient |bn| ≥ |an| + 1 pour n ≥ 1, alors
donc (cf. § « Condition nécessaire et suffisante de convergence » ci-dessus) la fraction
converge et ses réduites sont de modules strictement inférieurs à 1. En utilisant des fractions de période 1, on peut d'ailleurs montrer que l'« ensemble limite des fractions de Śleszyński-Pringsheim » — c'est-à-dire l'ensemble de toutes les limites de fractions vérifiant les hypothèses de ce théorème — est exactement le disque unité fermé.

## Théorème de Worpitzky
Auparavant (en 1865), Julius Worpitzky avait démontré, dans ce qui semble être « la plus ancienne publication d'un mémoire sur la convergence des fractions continues algébriques », que si les numérateurs partiels an de la fraction continue
sont tels que |an| ≤ 1/4 alors la fraction converge, uniformément par rapport à z si les complexes an sont des fonctions d'une variable z.
Ce théorème se déduit aujourd'hui de celui de Śleszyński-Pringsheim, par l'équivalence de fractions
{\displaystyle {\frac {2a_{1}\mid }{\mid 1}}+{\frac {a_{2}\mid }{\mid 1}}+{\frac {a_{3}\mid }{\mid 1}}+\cdots ={\frac {4a_{1}\mid }{\mid 2}}+{\frac {4a_{2}\mid }{\mid 2}}+{\frac {4a_{3}\mid }{\mid 2}}+\cdots .}
Il permit à Worpitzky de montrer que si
{\displaystyle f(z)={\frac {1\mid }{\mid 1}}+{\frac {c_{2}z\mid }{\mid 1}}+{\frac {c_{3}z\mid }{\mid 1}}+{\frac {c_{4}z\mid }{\mid 1}}+\cdots }
et si |ci| ≤ 1/4 pour tout i, alors, pour |z| ≤ 1, la fraction f(z) converge uniformément, donc f est holomorphe sur le disque unité ouvert.
Il est immédiat que de plus, toutes les réduites de f(z) appartiennent au disque ouvert Ω de rayon 2/3 centré en 4/3 et que l'ensemble limite est le disque fermé Ω.
On peut aussi montrer que 1/4 est le plus grand majorant des |ci| pour lequel la convergence de f(1) a toujours lieu.

## Théorème de Van Vleck
Jones et Thron attribuent à Edward Burr Van Vleck le résultat suivant, qui généralise le théorème de Seidel-Stern. Si tous les ai valent 1, et si tous les bi ont des arguments tels que
{\displaystyle -\pi /2+\varepsilon <\arg(b_{i})<\pi /2-\varepsilon ,}
où ε est un nombre positif fixé inférieur à π/2 (autrement dit si tous les bi sont dans un secteur angulaire d'ouverture π – 2ε et symétrique autour de l'axe des réels positifs), alors la i-ième réduite fi de la fraction continue est située dans le même secteur, c'est-à-dire qu'elle vérifie 
{\displaystyle -\pi /2+\varepsilon <\arg(f_{i})<\pi /2-\varepsilon .}
Dans ce cas, les suites des réduites d'indice pair et des réduites d'indice impair convergent, mais pas forcément vers la même limite ; leur limite est commune (et alors la fraction continue converge) si et seulement si la série des |bn| est divergente.